# Septième majeure

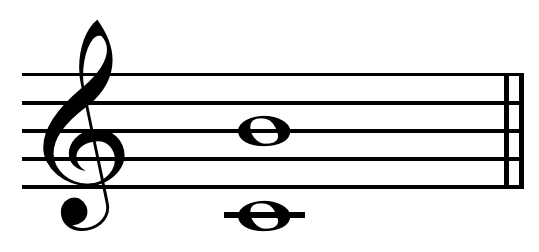
Une septième majeure do-si.

En musique, une septième majeure est un intervalle de cinq tons et demi (onze demi-tons). Dans un tempérament égal à douze demi-tons (gamme tempérée), la septième majeure est l'équivalent enharmonique de l'octave diminuée.